# Waltz with Bashir
Waltz with Bashir ist ein dokumentarischer Trickfilm mit Elementen eines Thrillers aus der Perspektive des Regisseurs Ari Folman, der 1982 als israelischer Soldat während des ersten Libanonkrieges im Libanon stationiert war. Er basiert auf realen Interviews und Ereignissen. Der Film war 2009 in der Kategorie Bester fremdsprachiger Film für einen Oscar nominiert. In dieser Kategorie gewann er den Golden Globe Award und den César. Außerdem war er für die Goldene Palme nominiert.
Der Filmtitel spielt auf den mit Israel verbündeten christlich-maronitischen Milizenführer Bachir Gemayel an, dessen Ermordung mit dem Massaker von Sabra und Schatila gerächt werden sollte. In einer Schlüsselszene des Films führt ein israelischer Soldat, mit einer automatischen Schusswaffe um sich schießend, auf einer Beiruter Straßenkreuzung einen bizarren Tanz auf, während von den benachbarten Hochhäusern aus auf ihn geschossen wird; im Hintergrund ist auf einem riesigen Plakat das idealisierte Gesicht Gemayels zu sehen.

## Handlung
Die Haupthandlung des Films besteht darin, dass Ari Folman eine Reihe von Gesprächen mit Israelis seiner Generation führt (Ori Sivan, Ronny Dayag, Carmi Cna’an, Shmuel Frenkel und Dror Harazi), die ebenso wie er 1982 als Soldaten im Libanon eingesetzt waren und die ihm nun, 26 Jahre später, helfen sollen, seine fehlenden oder verdrängten Erinnerungen wiederzufinden. Folmans Bekannter Boaz Rein-Buskila hat einen Albtraum mit einer großen Meute von 26 zähnefletschenden Hunden, der ihn immer wieder heimsucht. Folmans einzige Erinnerung ist offensichtlich keine: eine Gruppe junger Männer, die bei Sonnenaufgang nach einem Bad im Meer in Zeitlupe den Strand von Beirut erreicht und sich ankleidet – eine Sequenz, die bei seinen Gesprächspartnern Ratlosigkeit auslöst. Diese können im Gegensatz zu Folman mit realistischen Kriegserinnerungen weiterhelfen, die allerdings untermischt sind mit ebenfalls traumhaft-surrealen Elementen. Der Kunstgriff des Trickfilms ermöglicht es, die Interviewten, die meist ihre Beiträge selbst sprechen, entsprechend dem von ihnen eingeschlagenen Lebensweg in verschiedenen Szenerien zu zeigen, und außerdem ihr 26 Jahre jüngeres, aber wiedererkennbares Selbst in Uniform, das in albtraumhaften Kriegslandschaften teils realistische, teils phantastische Dinge erlebt. Der Soundtrack trägt dazu bei, an eine Jugend um 1982 zu erinnern (Johnny Rotten, This is Not A Love Song, sowie – für den Film hergestellte – hebräische Popsongs mit Titeln wie: Guten Morgen Libanon oder Heute habe ich Beirut bombardiert). Das Gespräch mit Kriegsreporter Ron Ben-Yishai ermöglicht neben der Perspektive der einfachen Soldaten eine zusätzliche, eher politische Einordnung der Rolle des israelischen Militärs bei dem Massaker von Sabra und Schatila. Der Zuschauer kann nur mutmaßen, dass Folmans Truppe die Viertel, in denen die Massaker stattfanden, nachts mit Hilfe von Leuchtgranaten ausgeleuchtet hat und er somit indirekt am Massaker beteiligt war und sich schuldig fühlt. Der Film endet mit einem gleitenden Übergang von Zeichentrickszenen der verzweifelt weinenden Überlebenden zu Original-Filmaufnahmen, wobei dokumentarische Bilder der Ermordeten des Massakers von Sabra und Schatila gezeigt werden.

## Produktion
Auf der Grundlage der Recherchen wurde zunächst ein vollständiges Drehbuch geschrieben. Dieses Drehbuch wurde in einem Studio auf Video verfilmt. Dies waren Interviews mit den Figuren des Films und Dramatisierungen der Geschichten, die sie in den Interviews erzählten. Dies diente später den Animatoren als Vorlage für ihre Arbeit. Innerhalb von acht Monaten wurde der Film geschnitten. Nach Testvorführungen und Abnahme des fertigen Videofilms wurde anhand der Videoversion ein detailliertes und präzises Storyboard erstellt. Aus den Zeichnungen des Storyboards wurde dann ein Videoboard erstellt – in der Fachsprache Animatic genannt. Nach Abnahme der Animatic entstanden daraus dann einzelne Illustrationen, die von führenden israelischen und ausländischen Illustratoren gezeichnet wurden. Die fertigen Illustrationen wurden schließlich animiert.

## Kritiken
Folmans semi-autobiografischer Film, von dem er selbst als „Dokumentarfilm im Zeichentrickgewand“ spricht, feierte seine Weltpremiere am 15. Mai 2008 auf den 61. Filmfestspielen von Cannes. Dort erhielt Waltz with Bashir großes Lob seitens der Kritiker. Für Hanns-Georg Rodek (Die Welt) war „seine Trickversion vom Krieg […] rotgetränkt, desorientierend, unpathetisch“. Dramaturgische Schwächen in einer „sonst neuartige[n] Form der Kriegs-Doku, die sowohl visuell fasziniert, als auch emotional aufrüttelt“ sah Andreas Borcholte (Der Spiegel). Diedrich Diederichsen (Die Zeit) bewertete den Film wegen seiner Aufarbeitung von „(Kriegs)Spuren im Medium der Seele“ als ein Werk, dem man „vor allem eines wünscht: Junge Zuschauer“. Birte Lüdeking (Critic.de) zieht das Fazit, dass „die individuelle Erinnerung fehlbar sein mag“, aber „Folmans Film dennoch der aufwühlende Appell an ein kollektives Gedächtnis“ ist.

## Synchronisation
Es existieren zwei deutschsprachige Versionen des Films. Die 2008 aufgenommene erste Vertonung fand in den Studios der Berliner Synchron statt. Heinz Freitag schrieb das Dialogbuch und führte die Dialogregie.
2010 wurde, vermutlich, um den dokumentarischen Stil des Films beizubehalten, ein Voice Over über die Originalstimmen gelegt. Die Firma text ton titel übernahm das Erstellen dieser Fassung. Ingrid Hessedenz war für Dialogbuch und -regie verantwortlich.
| Rolle                | Originalsprecher | Deutscher Sprecher (2008) | Deutscher Sprecher (2010) |
| -------------------- | ---------------- | ------------------------- | ------------------------- |
| Ari Folman           | Ari Folman       | Christian Brückner        | Martin Umbach             |
| Boaz Rein-Buskila    | Mickey Leon      | Charles Rettinghaus       | Philipp Moog              |
| Carmi Cna’an         | Yehezkel Lazarov | Ilja Richter              | Walter von Hauff          |
| Dror Harazi          | Dror Harazi      | Lutz Schnell              | Ekkehardt Belle           |
| Ori Sivan            | Ori Sivan        | Wolfgang Condrus          | Claus Brockmeyer          |
| Prof. Zahava Solomon | Zahava Solomon   | Arianne Borbach           | Sabine Kastius            |
| Ron Ben-Yishai       | Ron Ben-Yishai   | Helmut Gauß               | Reinhard Glemnitz         |
| Ronny Dayag          | Ronny Dayag      | Uwe Büschken              | Christian Baumann         |
| Shmuel Frenkel       | Shmuel Frenkel   | Oliver Stritzel           | Crock Krumbiegel          |

## Auszeichnungen
2008 konkurrierte Folmans Film bei den 61. Filmfestspielen von Cannes um die Goldene Palme, blieb aber unprämiert. Noch im selben Jahr wurde Waltz with Bashir als bester Film mit dem israelischen Filmpreis Ophir Award ausgezeichnet, wodurch er offizieller israelischer Beitrag für eine Nominierung zum besten fremdsprachigen Film bei der Oscarverleihung 2009 wurde und von der Academy of Motion Picture Arts and Sciences als einer von fünf Filmen eine Nominierung erhielt. Bei der Verleihung des Europäischen Filmpreises 2008 war Waltz with Bashir in vier Kategorien nominiert, aber nur der britische Komponist Max Richter wurde mit dem Preis ausgezeichnet. Bei der Golden-Globe-Verleihung 2009 wurde Folmans Regiearbeit als Bester fremdsprachiger Film ausgezeichnet. Im Januar 2009 erhielt der Film von der History Makers Conference 2009 in New York den Preis als Beste Produktion, Wochen später den französischen César als bester ausländischer Film. Das Werk gewann zudem den Norwegischen Friedensfilmpreis beim Tromsø Internasjonale Filmfestival 2009 und wurde auf dem Internationalen Filmfestival Warschau 2008 vom Publikum zum beliebtesten Spielfilm gewählt. Die Deutsche Film- und Medienbewertung (FBW) verlieh dem Film das „Prädikat besonders wertvoll“.

## Dokumentation
- Ein Trickfilm als Traumatherapie. Fernseh-Feature, Deutschland, 2008, 5:50 Min., Buch und Regie: Joachim Gaertner, Produktion: WDR, ttt – titel thesen temperamente